# 1983년 세계 조정 선수권 대회
제12회 세계 조정 선수권 대회는 국제 조정 연맹(FISA) 주관으로 1983년 9월 서독 뒤스부르크에서 열린 국제 조정 대회이다.